# Vinni (plaats)
Vinni (Duits: Finn) is een plaats in de Estlandse gemeente Vinni, provincie Lääne-Virumaa. De plaats heeft 835 inwoners (2021) en heeft de status van groter dorp of ‘vlek’ (Estisch: alevik).
Vinni ligt 7 km ten zuidoosten van Rakvere, de provinciehoofdstad, en 1 km ten noordoosten van Pajusti, de hoofdplaats van de gemeente Vinni. Pajusti en Vinni hebben een gemeenschappelijke school. Tot in 1988 was het een basisschool, sinds dat jaar een middelbare school, het Vinni-Pajusti Gümnaasium. De school staat in Vinni.
In Vinni staat ook een multifunctioneel sportstadion, het Vinni-Pajusti staadion.

## Geschiedenis
Vinni wordt voor het eerst vermeld in 1241, het bijbehorende landgoed in 1531. Het hoofdgebouw op het landgoed was vanaf 1806 een Duitstalige meisjesschool. De school sloot toen de Baltische Duitsers in 1939 collectief naar nazi-Duitsland moesten vertrekken.
Tijdens de Grote Noordse Oorlog vond in 1708 bij Vinni een veldslag plaats tussen Russische en Zweedse troepen, die door de Russen gewonnen werd.
In 1976 kreeg Vinni de status van ‘vlek’. Tussen 1990 en 1995 was Vinni de hoofdplaats van de gemeente Vinni. In 1995 ging die status naar Pajusti. In het vroegere gemeentehuis zit nu de gemeenschappelijke bibliotheek van Pajusti en Vinni.

## Foto’s

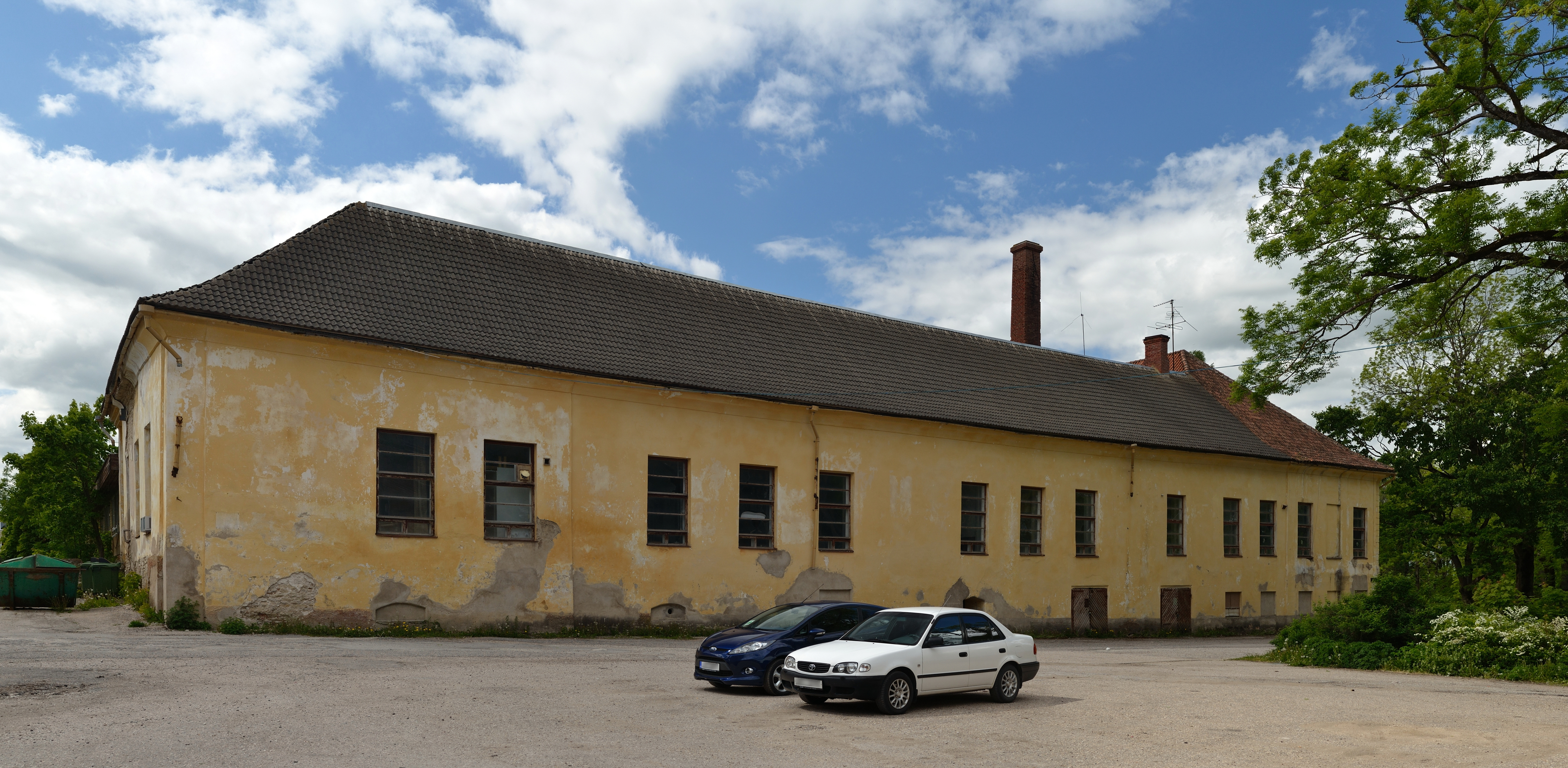
Het hoofdgebouw van het landgoed Vinni
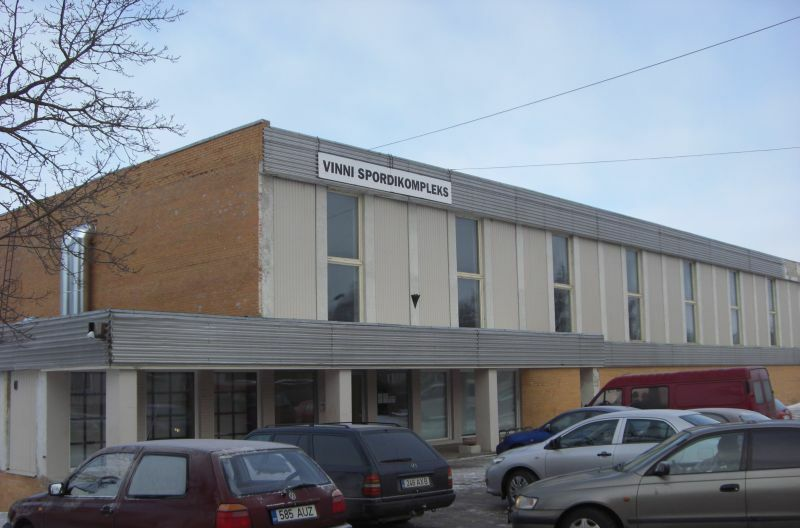
Sportcentrum in Vinni
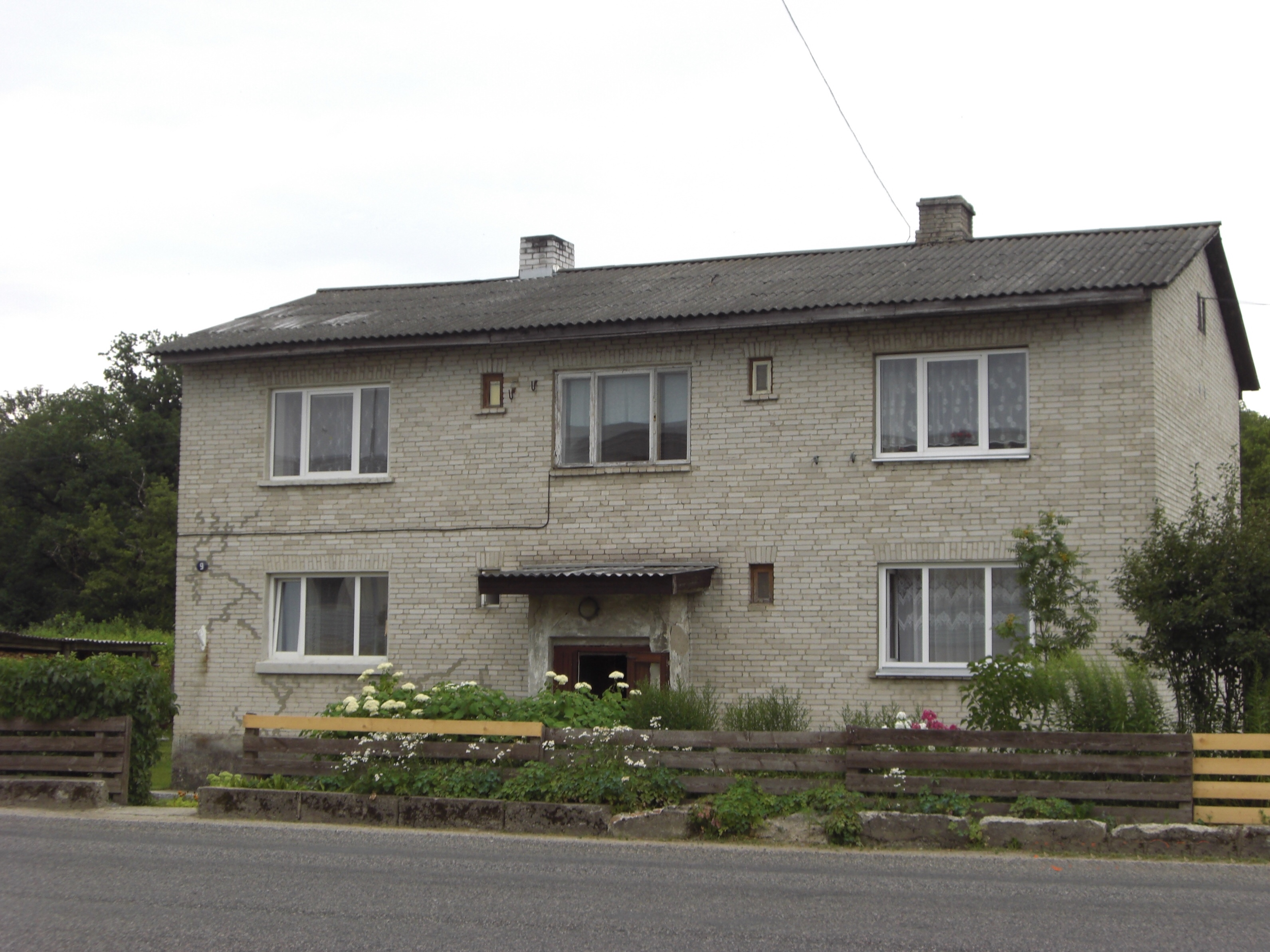
Een huis in Vinni